# Sylvania (Alabama)
Sylvania è un comune degli Stati Uniti d'America situato nella contea di DeKalb dello Stato dell'Alabama.